# Тойблиц
Тойблиц (нем. Teublitz) — город и городская община в Германии, в земле Бавария. 
Подчинён административному округу Верхний Пфальц. Входит в состав района Швандорф.  Население составляет 7353 человека (на 31 декабря 2010 года). Занимает площадь 38,25 км². Официальный код  —  09 3 76 170.
Город подразделяется на 4 городских района.

## Население
По оценке на 31 декабря 2015 года население общины Тойблиц составляет 7299 чел. 

| Дата      | 1840 | 1871 | 1900 | 1925 | 1939 | 1950 | 1961 | 1970 | 1987 | 2011 |
| --------- | ---- | ---- | ---- | ---- | ---- | ---- | ---- | ---- | ---- | ---- |
| Население | 1259 | 1669 | 2235 | 2905 | 3747 | 6188 | 6273 | 7032 | 6915 | 7370 |

| Год       | 1960 | 1970 | 1980 | 1990 | 2000 | 2009 | 2010 | 2011 | 2012 | 2013 | 2014 | 2015 |
| --------- | ---- | ---- | ---- | ---- | ---- | ---- | ---- | ---- | ---- | ---- | ---- | ---- |
| Население | 6368 | 6939 | 6847 | 7016 | 7463 | 7367 | 7353 | 7369 | 7351 | 7308 | 7257 | 7299 |